# H-II-Gebiet

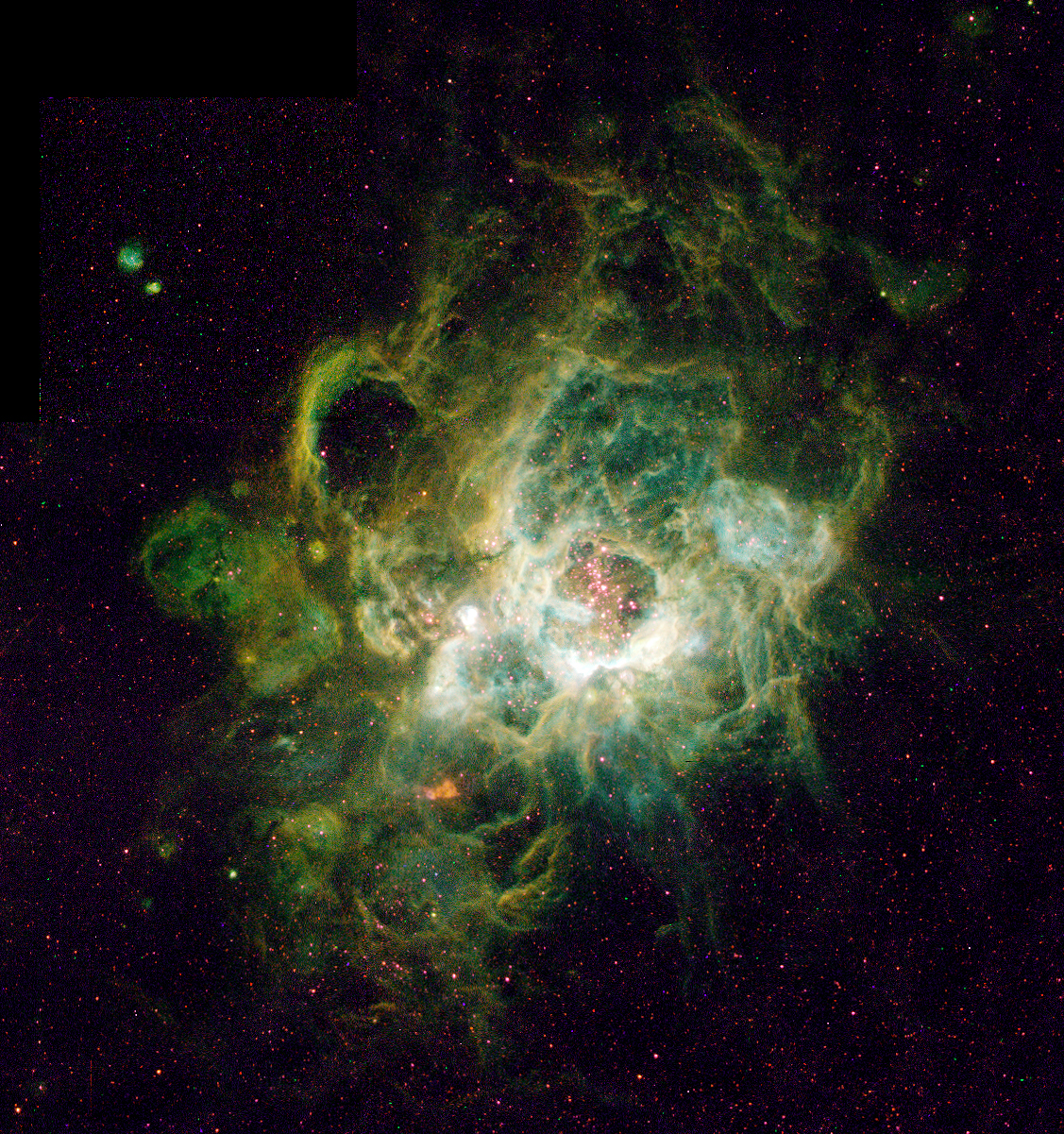
NGC 604, ein großes H-II-Gebiet im Dreiecksnebel

Ein H-II-Gebiet (gesprochen Ha zwei, H für Wasserstoff) ist eine interstellare Wolke aus leuchtendem Gas mit einem Durchmesser von manchmal mehreren hundert Lichtjahren, in der die Sternentstehung stattfindet. Junge, heiße, blaue Sterne, die durch lokale Verdichtungen in dieser Gaswolke entstanden sind, strahlen große Mengen ultraviolettes Licht aus, das den Nebel um sie ionisiert.
In H-II-Gebieten entstehen meist tausende neuer Sterne in einer Zeitperiode von einigen Millionen Jahren. Am Ende führen jedoch Sternwinde der massereichsten Sterne oder vereinzelte Supernova-Explosionen dazu, dass das Gas des H-II-Gebietes zerstreut wird. Zurück bleibt ein Offener Sternhaufen wie die am Winterhimmel sichtbaren Plejaden.
H-II-Gebiete haben ihren Namen von der großen Menge an ionisiertem atomarem Wasserstoff (ein Plasmazustand aus einzelnen Protonen), den sie enthalten, wohingegen H-I-Gebiete atomaren, nicht ionisierten Wasserstoff und molekularen Wasserstoff (H2) beinhalten. H-II-Gebiete können im Universum noch aus sehr großen Entfernungen wahrgenommen werden. Deshalb ist die Untersuchung von extragalaktischen H-II-Gebieten hilfreich, um die Entfernung und chemische Zusammensetzung der anderen Galaxien zu ermitteln.

## Beobachtung

Säulen der Schöpfung, dunkle Sternengeburtsstätten im Adlernebel

Einige H-II-Gebiete sind so hell, dass man sie schon mit bloßem Auge sehen kann. Jedoch wurde ihnen vor der Erfindung des Teleskops im frühen 17. Jahrhundert kaum Beachtung geschenkt. Selbst Galileo nahm keine Notiz vom Orionnebel, als er den in ihm eingebetteten Sternhaufen beobachtete. Davor wurde dieser Nebel durch Johann Bayer als einzelner Stern, θ Orionis, katalogisiert. Dem französischen Beobachter Nicolas-Claude Fabri de Peiresc wird 1610 die Identifikation des Objekts als Nebelfleck zugeschrieben. Danach wurden viele weitere H-II-Gebiete in und außerhalb der Galaxis entdeckt.
Wilhelm Herschel erstellte als erster Astronom einen umfassenden Nebelkatalog. Besonders genau beobachtete er 1774 den Orionnebel und beschrieb ihn als einen „unförmlichen glühenden Nebel, das chaotische Material von zukünftigen Sonnen“. Die Bestätigung seiner Hypothese musste hundert Jahre auf sich warten lassen. Erst William Huggins und seine Frau Margaret Lindsay Huggins richteten ihr Spektroskop gezielt auf verschiedene Nebel. Einige wie der Andromedanebel hatten sternähnliche Spektren und schienen aus hunderten Millionen einzelner Sterne zu bestehen. Bei anderen "Nebelflecken" traf das jedoch nicht zu. Statt kontinuierlich übereinander gelegter Absorptionslinien zeigten Objekte wie der Orionnebel einige Emissionslinien. Die hellste hatte eine Wellenlänge von 500,7 nm, was in keinem Zusammenhang mit irgendeinem bekannten chemischen Element stand. Zuerst wurde angenommen, es handle sich um ein noch unbekanntes Element, das Nebulium genannt wurde. Eine ähnliche Überlegung führte 1868 zur Entdeckung des Heliums, als das Spektrum der Sonne (griech. Helios) analysiert wurde.
Obwohl man das Helium bereits kurz nach seiner Entdeckung im Sonnenspektrum auch auf der Erde nachweisen konnte, fand man Nebulium nicht. Erst im 20. Jahrhundert vermutete Henry Norris Russell, dass die Wellenlänge von 500,7 nm nicht von einem neuen Element käme, sondern von einem schon bekannten Element in unbekannten Zuständen.
In den 1920ern zeigten Physiker, dass solche Gaswolken eine extrem niedrige Dichte haben. Denn Elektronen können in den Atomen und Ionen metastabile Energieniveaus erreichen, die sonst – bei höheren Dichten – durch die ständigen Kollisionen kaum lange existieren können. Elektronenübergänge im zweifach positiv geladenen Sauerstoff-Ion führen zu einer 500,7-nm-Welle. Solche Spektrallinien, die nur in Gasen mit sehr geringen Dichten beobachtet werden können, werden verbotene Linien genannt. Auch astro-spektroskopische Messungen haben gezeigt, dass die Nebel aus extrem verdünntem Gas bestehen.
Im frühen 20. Jahrhundert bemerkte man, dass die H-II-Gebiete meist heiße helle Sterne enthalten. Diese haben ein Vielfaches unserer Sonnenmasse und sind die kurzlebigsten Sterne mit nur wenigen Millionen Jahren Lebensdauer (zum Vergleich: Unsere Sonne lebt etwa 10 Milliarden Jahre). Es wurde bald vermutet, dass in den H-II-Gebieten neue Sterne entstehen: Über einen Zeitraum von mehreren Millionen Jahren bildet sich ein Sternhaufen aus einer H-II-Region, bevor der Sternwind der heißen jungen Sterne den Nebel zerstreut. Die Plejaden sind ein Beispiel solch eines Haufens, der seine H-II-Gasnebel, aus denen er entstanden ist, schon großteils weggeblasen hat. Nur ein kleiner Rest von ihnen blieb als Reflexionsnebel erhalten.

## Ursprung und Lebenslauf
Vorboten eines H-II-Gebietes sind Dunkelnebel in Form riesiger Molekülwolken (engl. giant molecular clouds, GMC). Sie sind sehr kalt (10–20 K) und bestehen zum Großteil aus molekularem Wasserstoff. Solche Riesen-Molekülwolken können über eine längere Zeit stabil bleiben. Jedoch können Stoßwellen durch Supernovae, Kollisionen zwischen den Nebeln und magnetische Wechselwirkungen den Kollaps eines Wolkenteils auslösen. Wenn das passiert, kommt es während des Kollabierungsprozesses und der Zerteilung der Wolke zur Sternentstehung.
Wenn Sterne in einer Riesen-Molekülwolke entstehen, werden die massereichsten unter ihnen Temperaturen erreichen, die ausreichen, um umliegendes Gas zu ionisieren. Kurz nachdem das ionisierende Strahlungsfeld entstanden ist, erzeugen energiereiche Photonen eine Ionisationsfront, die sich durch das umliegende Gas mit Überschallgeschwindigkeit ausbreitet. Je weiter sich diese Front von ihrem Stern entfernt, desto stärker wird sie abgebremst. Durch den Druck des gerade ionisierten Gases kommt es zur Ausbreitung des ionisierten Volumens. Schließlich erreicht die Ionisationsfront Unterschallgeschwindigkeit und wird durch die Schockfront des ionisierten Nebels eingeholt. Das ist die Geburt eines H-II-Gebietes.
Ein H-II-Gebiet bleibt für ein paar Millionen Jahre bestehen. Der Sternenwind der heißen jungen Sterne schiebt das meiste Gas des Nebels weg. Insgesamt scheint der Prozess sehr ineffizient zu sein. Weniger als 10 % des Gases eines H-II-Gebiets werden benutzt, um neue Sterne zu formen, während der Rest weggeblasen wird. Einen weiteren Beitrag zum Gasverlust steuern die Supernovaexplosionen der massereichsten Sterne bei, die bereits nach 1 bis 2 Millionen Jahren auftreten.

## Stellare Geburtsstätten

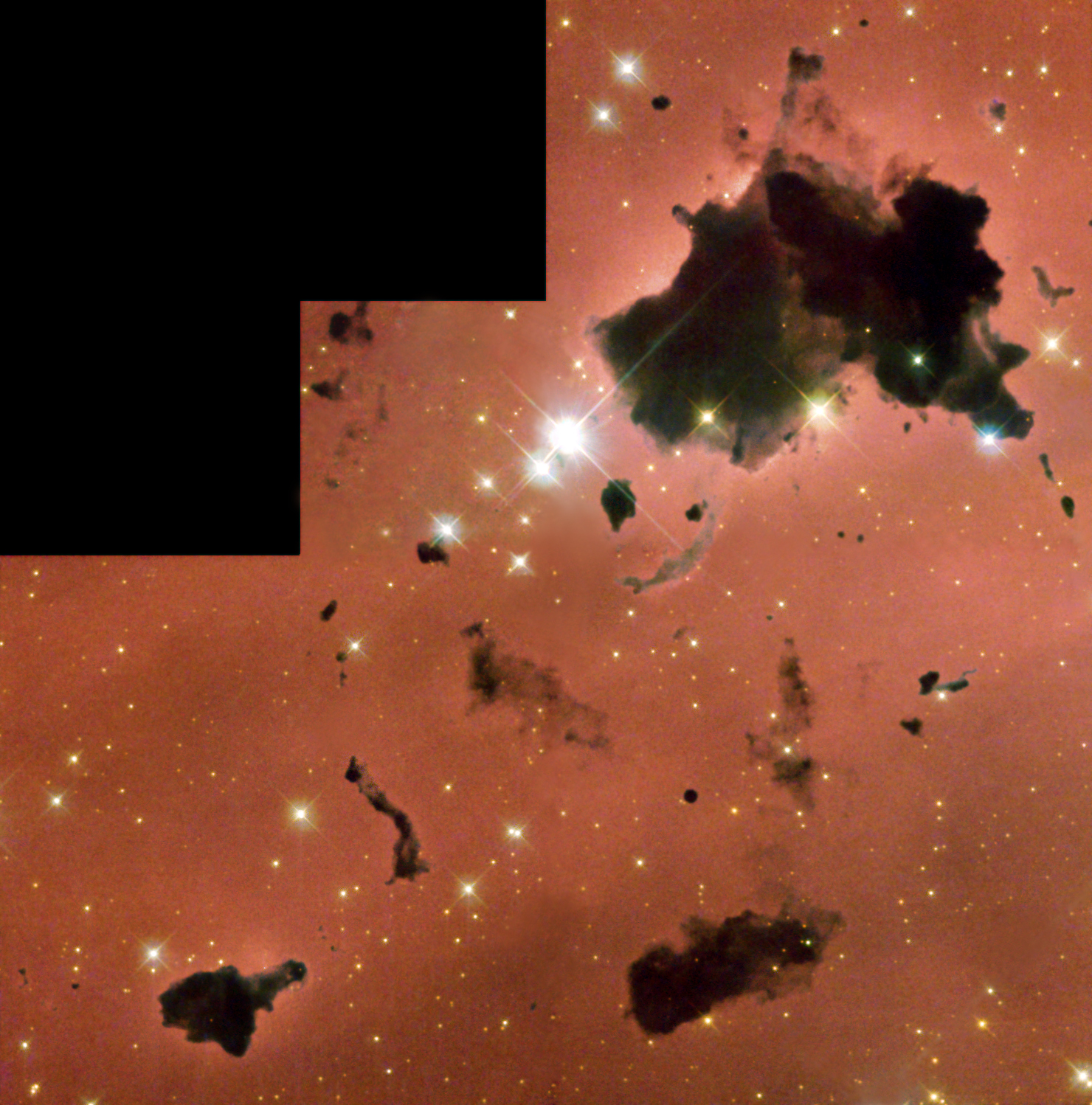
Globule im H-II-Gebiet IC 2944

Die Geburt eines Sternes in einer H-II-Region wird durch dichte Wolken und Staub um entstehende Sterne verdeckt. Nur wenn der Sternenwind seinen „Kokon“ wegweht, wird der Stern sichtbar. Die dichten Nebelregionen, die die Sterne enthalten, sind oft als Schatten vor dem Rest des ionisierten Nebels zu sehen. Diese Dunklen Flecke nennt man Globule (engl. Bok globules), nach dem Astronom Bart Bok, welcher in den 1940ern vorschlug, dass sie Geburtsstätten von Sternen sind.
Boks Hypothese wurde 1990 bestätigt, als Infrarotbeobachtungen den dicken Staub durchdrangen und junge Sterne offenbarten. Heute nimmt man an, dass ein Bok Globule etwa die zehnfache Masse der Sonne besitzt, welche sich auf einen Durchmesser von ungefähr einem Lichtjahr verteilt. Meistens entsteht aus ihm eine Formation aus einem Doppel- oder Mehrfachsternensystem.
H-II-Gebiete sind sowohl eine Geburtsstätte für junge Sterne, zeigen jedoch auch Beweise für Planetensysteme. Das Hubble-Weltraumteleskop hat hunderte protoplanetarer Scheiben im Orionnebel entdeckt. Mindestens die Hälfte der Sterne im Orionnebel haben Scheiben aus Gas und Staub, und zwar wesentlich mehr, als sie für die Entstehung eines Planetensystems wie des unseren bräuchten.

## Eigenschaften

### Physikalische Eigenschaften
H-II-Gebiete variieren sehr stark in ihren physikalischen Eigenschaften. Ihre Größe reicht von so genannten Ultra-Kompakt-Gebieten von ungefähr einem Lichtjahr oder weniger bis hin zu gigantischen H-II-Gebieten, die mehrere hundert Lichtjahre groß sind. Ihre Dichte reicht von einer Million Partikel pro cm³ in den Ultra-Kompakt-H-II-Gebieten bis hin zu lediglich einigen Partikeln pro cm³ in den am weitesten ausgedehnten Regionen.
In Abhängigkeit von der Größe des H-II-Gebietes können sie bis zu mehrere tausend Sterne enthalten. Dadurch ist es komplizierter H-II-Gebiete zu verstehen als beispielsweise Planetarische Nebel, die nur eine zentrale Ionisationsquelle haben. Meistens haben H-II-Gebiete eine Temperatur von rund 10.000 K.
Bei der ständig erfolgenden Rekombination zu neutralem Wasserstoff (und erneuten Ionisation) wird eine charakteristische Linienemission erzeugt. Solche Gebiete zählen daher zu den Emissionsnebeln. Wasserstoff besitzt eine relativ niedrige Ionisationsenergie. Weil aber die interstellare Materie zu 90 % aus Wasserstoff besteht, leuchten daher viele Nebel am hellsten in dem für Wasserstoff charakteristischen Rot bei einer Wellenlänge von 656,3 nm, der sogenannten H-α-Linie der Balmerserie.
Weitere Linien im sichtbaren Bereich sind Hβ bei 486 nm, Hγ bei 434 nm und Hδ bei 410 nm. Abhängig von Druck und Temperatur im Nebel variieren die Anteile dieser normalerweise schwächeren Linien.
Die Farbe des Gesamtlichtes eines Emissionsnebels kann sich dadurch ins Rosa verschieben, wie zum Beispiel bei den vergleichsweise sehr dichten Protuberanzen der Sonne. Umgekehrt kann man aus diesem so genannten Balmerdekrement Druck und Temperatur bestimmen.
Der restliche Anteil eines H-II-Gebietes besteht zu 10 % aus Helium. Die schwereren Elemente machen nur noch einen sehr kleinen Bruchteil aus. Es wurde herausgefunden, dass in unserer Galaxie die Menge an schweren Elementen immer mehr abnimmt, je weiter die Entfernung des H-II-Gebiets vom Galaxiezentrum ist. Das liegt daran, dass sich mehr Sternenformationen in Zentren größerer Dichte bilden, und so die Interstellare Materie stärker mit den Reaktionsprodukten der Kernfusion angereichert wird.

### Anzahl und Verteilung

Whirlpool-Galaxie: Rote Bereiche markieren H-II-Gebiete

H-II-Gebiete kann man nur in Spiralgalaxien und in irregulären Galaxien finden. Sie wurden nie in elliptischen Galaxien gesehen. Bei den unregelmäßigen Galaxien kann man sie überall finden, jedoch findet man sie in Spiralgalaxien meist nur in den Seitenarmen. Eine große Spiralgalaxie könnte tausende von H-II-Regionen enthalten.
Der Grund für ihr Fehlen in elliptischen Galaxien ist, dass diese durch Galaxienverschmelzung entstehen, was in Galaxienhaufen häufig vorkommt. Wenn Galaxien zusammenstoßen, kollidieren die einzelnen Sterne nur sehr selten miteinander – im Gegensatz zu den viel größeren Molekülwolken und H-II-Gebieten. Die resultierenden Gaswolken werden relativ schnell und fast gänzlich in Sterne umgewandelt. Galaxien, die solch einen schnellen Sternentstehungsprozess durchlaufen, werden Starburstgalaxien genannt.
H-II-Regionen gibt es auch außerhalb von Galaxien. Diese intergalaktischen H-II-Regionen scheinen Überreste der Zerstörung kleinerer Galaxien zu sein.

### Morphologie
H-II-Gebiete gibt es in verschiedenen Größen. Jeder Stern ionisiert ein etwa kugelförmiges Gebiet. Jedoch führen die Kombination von ionisierten Kugelräumen verschiedener Sterne und das Aufheizen des Nebels zu komplexen Formen. Außerdem beeinflussen Supernova-Explosionen ein H-II-Gebiet. Manchmal führen die Formationen eines großen Sternhaufens zur Aushöhlung des H-II-Gebietes von innen. Das ist der Fall bei NGC 604, einem gigantischen H-II-Gebiet im Dreiecksnebel.

## Bekannte H-II-Gebiete
Das bekannteste H-II-Gebiet in unserer Galaxie ist der Orionnebel. Er misst etwa 30 Lichtjahre im Durchmesser und steht in einer Entfernung von 1.400 Lichtjahren. Der Nebel ist ein Teil einer Riesenmolekülwolke, dessen Zentralteil bereits freiäugig zu erkennen ist. Wäre er als Ganzes sichtbar, würde er den größten Teil des Orions ausfüllen. Der kleinere Pferdekopfnebel und Barnard’s Loop sind zwei weitere leuchtende Teile dieser ausgedehnten Gaswolke.
Die Große Magellansche Wolke ist eine Satellitengalaxie der Milchstraße. Sie enthält ein gigantisches H-II-Gebiet mit dem Namen Tarantelnebel (30 Dor). Dieser Nebel ist viel größer als der Orionnebel und bildet tausende von Sternen. Einige von ihnen haben die 100-fache Sonnenmasse. Wäre der Tarantelnebel so dicht an der Erde wie der Orionnebel, dann schiene er so hell wie der Vollmond am Nachthimmel. Die Supernova SN 1987A ereignete sich in einem Außenbezirk des Tarantelnebels.
NGC 604 ist noch größer als der Tarantelnebel und hat einen Durchmesser von rund ungefähr 1300 Lichtjahren, obwohl sie kaum Sterne enthält. Sie ist eine der größten H-II-Gebiete der Lokalen Gruppe.
| Eigenname         | NGC-Nr.              | Messier-Nr. | Sternbild        | Entfernung (Lj.)     |
| ----------------- | -------------------- | ----------- | ---------------- | -------------------- |
| Orionnebel        | NGC 1976, 1982       | M 42, 43    | Orion            | 0.001.500            |
| Konusnebel        | NGC 2264             | –           | Einhorn          | 0.002.600            |
| Adlernebel        | NGC 6611             | M 16        | Schlange         | 0.007.000            |
| Kaliforniennebel  | NGC 1499             | –           | Perseus          | 0.001.000            |
| Carinanebel       | NGC 3372             | –           | Kiel des Schiffs | 0.006.500–10.000     |
| Nordamerikanebel  | NGC 7000             | –           | Schwan           | 0.002.000–03.000 (?) |
| Lagunennebel      | NGC 6523             | M 8         | Schütze          | 0.005.200            |
| Trifidnebel       | NGC 6514             | M 20        | Schütze          | 0.005.200            |
| Rosettennebel     | NGC 2237–2239 + 2246 | –           | Einhorn          | 0.005.000            |
| Omeganebel        | NGC 6618             | M 17        | Schütze          | 0.005.000–06.000     |
| –                 | NGC 3603             | –           | Kiel des Schiffs | 0.020.000            |
| Tarantelnebel     | NGC 2070             | –           | Schwertfisch     | 0.160.000            |
| Geisterkopf-Nebel | NGC 2080             | –           | Schwertfisch     | 0.168.000            |
| –                 | NGC 604              | –           | Dreieck          | 2.800.000            |

## Aktueller Forschungsgegenstand der H-II-Gebiete

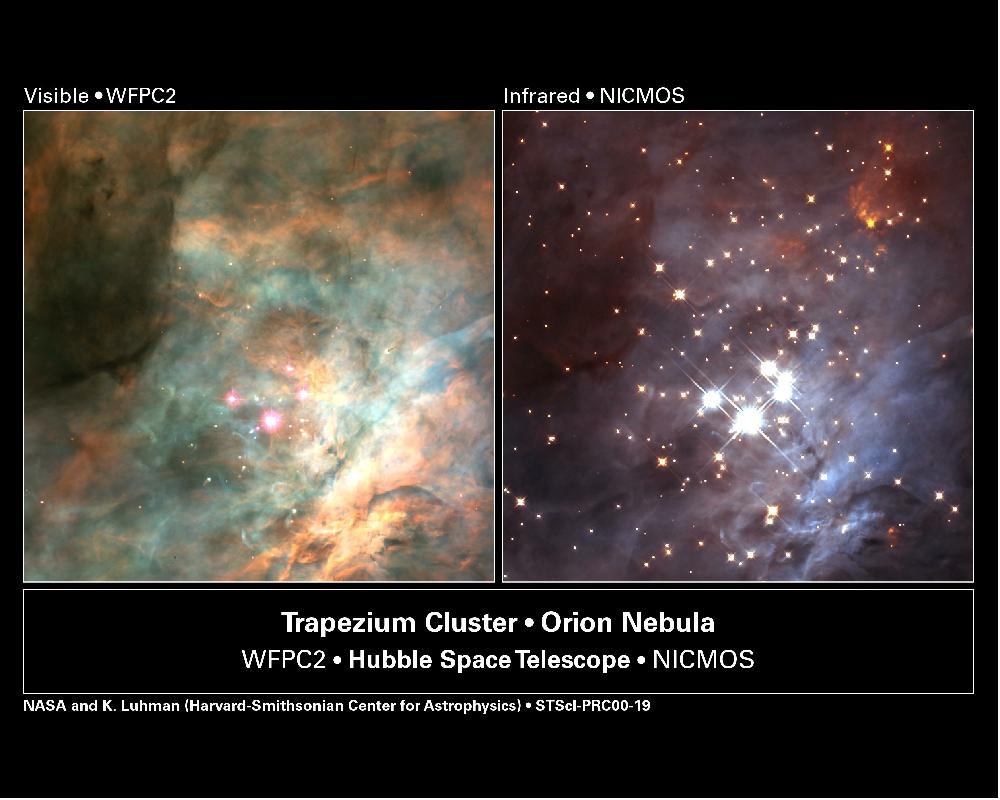
Der Orionnebel ist im optischen Spektrum als eine Gas- und Staubwolke zu sehen. Das Infrarotbild rechts zeigt die darin entstandenen Sterne.

Genau wie bei planetarischen Nebeln bereitet bei H-II-Gebieten die Bestimmung einiger Elemente Schwierigkeiten. Es gibt hierbei zwei Wege, die von verschiedenen Typen von Spektrallinien ausgehen. Jedoch gibt es zwischen den Ergebnissen, zu denen beide Methoden kommen, manchmal Unstimmigkeiten. Man vermutet, dass der Grund in den Temperaturschwankungen der H-II-Gebiete liegt oder dass einige kalte Gebiete mit sehr wenig Wasserstoff dafür verantwortlich sind.
Viele Details von massiven Sternenformationen in H-II-Gebieten sind noch unbekannt, weil – abgesehen von den großen Distanzen (das nächste H-II-Gebiet ist 1000 Lichtjahre von der Erde entfernt) – die Sternenformationen weitestgehend durch Staub verdeckt sind. Es ist somit unmöglich, die Sterne im sichtbaren Licht zu beobachten. Radio- und Infrarotstrahlung kann zwar die Staubformationen durchdringen, jedoch emittieren die jungen Sterne kein Licht in diesen Wellenlängen.